# Amerika Haus

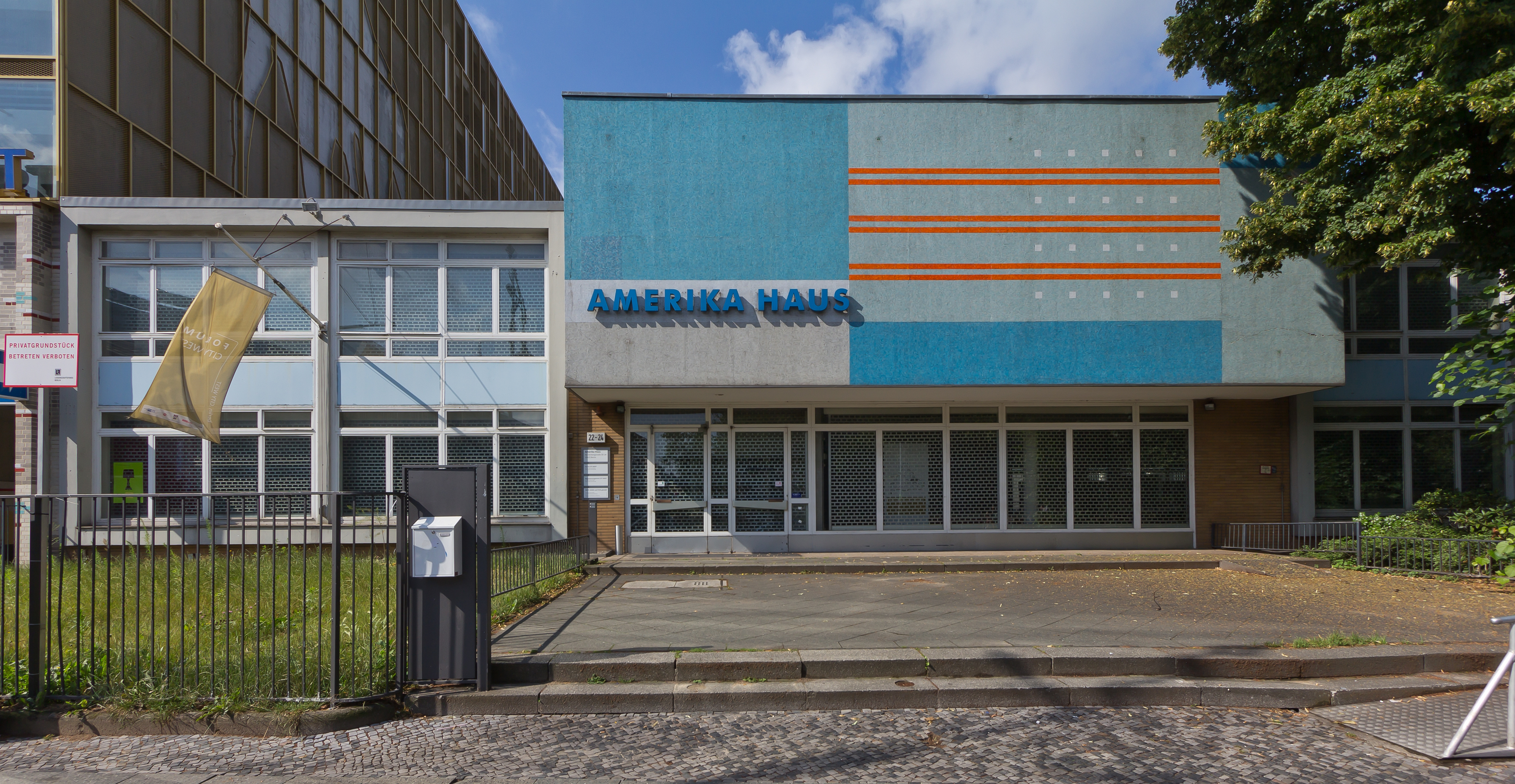
Maison de l'Amérique à Berlin

Les Maisons de l'Amérique, ou Amerika Haüsser en allemand, sont des institutions développées après la Seconde Guerre mondiale pour promouvoir en RFA la culture et le mode de vie des États-Unis.

## Contexte
L’Allemagne de l'Ouest d'après-guerre est une cible privilégiée de la politique culturelle initiée par les Etats-Unis. La RFA  accueille ainsi 27 Amerikahaüser, établies entre 1945 et 1947. Alimentées par des dons privés, ces “maisons de l’Amérique” sont à la fois des bibliothèques de prêt, des centres de conférence et des espaces d’exposition.
En 1952, elles ont accueilli plus d’un million d’Allemands. Elles sont présentes en 1950 dans 27 villes allemandes comme Berlin, Hambourg et Munich.
À partir de 1967, le travail de l'USIA dans ces institutions est interrompu pour cause de réduction budgétaire ; certaines de ces Maisons de l'Amérique sont toujours en service aujourd'hui, mais elles sont désormais gérées par les administrations locales.

## Évènements culturels notables
En juin 1957, une exposition « Jazz en Amérique » ouvre dans l’Amerikahaus de Francfort.